# Onthophagus ginyunensis
Onthophagus ginyunensis là một loài bọ cánh cứng trong họ Bọ hung (Scarabaeidae).